# Deutonura phlegraea
Deutonura phlegraea is een springstaartensoort uit de familie van de Neanuridae. De wetenschappelijke naam van de soort is voor het eerst geldig gepubliceerd in 1912 door Caroli.